# Asymilacja (psychologia)
Asymilacja – włączanie świata zewnętrznego do już ukształtowanych struktur poznawczych; proces ten jest obecny we wszystkich okresach rozwoju intelektualnego. Inaczej mówiąc, asymilacja następuje w momencie, kiedy spotykamy się z nowym doświadczeniem podobnym do czegoś, co przeżyliśmy wcześniej i możemy je dopasować do istniejących schematów. Proces ten ma na celu doprowadzenie do równowagi psychicznej (ang. equilibrium).

Na przykład, dla dziecka, które potrafi już chodzić, przechadzka po śliskim chodniku będzie asymilowana do uprzednio istniejącego schematu chodzenia.